# Universitets- och högskolerådet
Universitets- och högskolerådet (UHR) är en svensk statlig myndighet under utbildningsdepartementet. Det började sitt arbete den 1 januari 2013. Myndigheten har kontor i Stockholm och Visby. 
I Universitets- och högskolerådets uppdrag ingår bland annat:
- att ge information inför högskolestudier, ansvara för högskoleprovet, ta fram regelverk och samordna antagningen till högskolan.
- att utveckla och förvalta IT-system och e-tjänster åt utbildningssektorn.
- att förmedla internationella utbyten och kompetensutveckling för hela utbildningskedjan.
- att bedöma utländska utbildningar.
- att främja breddad rekrytering och arbeta för lika rättigheter och möjligheter inom högskolan.

## Bakgrund
Universitets- och högskolerådet övertog arbetsuppgifter från tre myndigheter som upphörde den 31 december 2012: Verket för högskoleservice, Internationella programkontoret för utbildningsområdet samt en del av Högskoleverket. Högskoleverkets övriga verksamhet övertogs av Universitetskanslersämbetet. Rådet övertog även uppgifter från Myndigheten för yrkeshögskolan och Kompetensrådet för utveckling i staten.

## Verksamhet
Universitets- och högskolerådet handlägger och samordnar antagningen till de flesta högskoleutbildningarna i Sverige. De driver webbplatserna studera.nu, som sammanställer information om utbildningssystemet och de olika utbildningarna, samt antagning.se där själva anmälan sker.. Mellan hösten 2006 och fram till och med sommaren 2011 skedde även anmälan på studera.nu.
Rådet för att ta fram högskoleprovet, som årligen skrivs av cirka 125 000 personer, och deltar i genomförandet av detta.
I uppgifterna ingår också att ge intresserade förutsättningar att delta i internationella utbyten och samarbeten, bland annat genom Nordplus. Skolor, universitet och högskolor, yrkesutbildningar och vuxenutbildningar kan söka bidrag för att genomföra samarbetsprojekt med andra länder. Lärare, studenter och elever är exempel på grupper som kan delta i utbytena.

## Generaldirektörer
- 2013–2018 Ulf Melin
- 2018–2020 Karin Röding[4]
- 2020–2020 Maria Linna Angestav (vikarierande generaldirektör)
- 2021– Eino Örnfeldt[5]